# Calmo, Sereno, Tranquilo
Calmo, Sereno, Tranquilo é o álbum de estreia de Jayro Trench Gonçalves e Paulo Cezar da Silva, gravado em 1976 e que se tornaria, futuramente o Grupo Elo.
O destaque do disco veio com "Calmo, Sereno, Tranquilo", escrita por Ivan Cláudio Borges, e que posteriormente seria regravada no disco Ouvi Dizer (1978). As canções da obra, no geral, possuem influências da música popular brasileira, com a influência de outros gêneros, como o jazz, e são tocadas num violão ovation e contrabaixo.
O disco foi rejeitado pela comunidade Palavra da Vida, sendo relançado para o público de fato, em 1978.
Em 2015, foi considerado, por vários historiadores, músicos e jornalistas, como o 28º maior álbum da música cristã brasileira, em uma publicação.

## Faixas
| Lado A |                            |                        |         |  |
| N.º    | Título                     | Compositor(es)         | Duração |  |
| 1.     | "Cristo Jesus"             | Jairo Trench Gonçalves | 2:38    |  |
| 2.     | "Foi Assim"                | Paulo Cezar da Silva   | 2:04    |  |
| 3.     | "Tua Vontade"              | Jairo Trench Gonçalves | 1:38    |  |
| 4.     | "Seguir a Cristo"          | Paulo Cezar da Silva   | 2:05    |  |
| 5.     | "Sou Pequeno"              | Jairo Trench Gonçalves | 1:13    |  |
| 6.     | "Para Sempre Senhor"       | Jairo Trench Gonçalves | 2:18    |  |
| 7.     | "Calmo, Sereno, Tranquilo" | Ivã Borges             | 2:29    |  |

| Lado B |                      |                        |         |  |
| N.º    | Título               | Compositor(es)         | Duração |  |
| 1.     | "Bem Melhor"         | Paulo Cezar da Silva   | 2:41    |  |
| 2.     | "Dá-me Tua Mão"      | Jairo Trench Gonçalves | 1:54    |  |
| 3.     | "Santo Lugar"        | Paulo Cezar da Silva   | 3:09    |  |
| 4.     | "Ontem Vi na Cruz"   | Jairo Trench Gonçalves | 2:33    |  |
| 5.     | "Seja Deus Gracioso" | Jairo Trench Gonçalves | 1:28    |  |
| 6.     | "I João 1:9"         | Paulo Cezar da Silva   | 2:03    |  |

## Ficha Técnica
- Produção Musical: Jayro Trench Gonçalves, Tim J. Schlener e Paulo Cezar da Silva
- Arranjos: Jayro Trench Gonçalves e Paulo Cezar da Silva
- Participações: Hélia F. Gonçalves, Nilma Soares da Silva, Inaye G. Schlener, Inane Trench Gonçalves, Irnã Trench Gonçalves